# The Spirit of the Madonna
The Spirit of the Madonna è un cortometraggio muto del 1914. Il nome del regista non viene riportato.

## Trama
Un manager insensibile alle istanze dei lavoratori viene toccato dalla visione della madonna che lo porta a migliorare le condizioni di lavoro in fabbrica.

## Produzione
Il film fu prodotto dalla Essanay Film Manufacturing Company.

## Distribuzione
Distribuito dalla General Film Company, il film - un cortometraggio di una bobina - uscì nelle sale cinematografiche USA il 21 aprile 1914.